# Нестероїдні протизапальні препарати

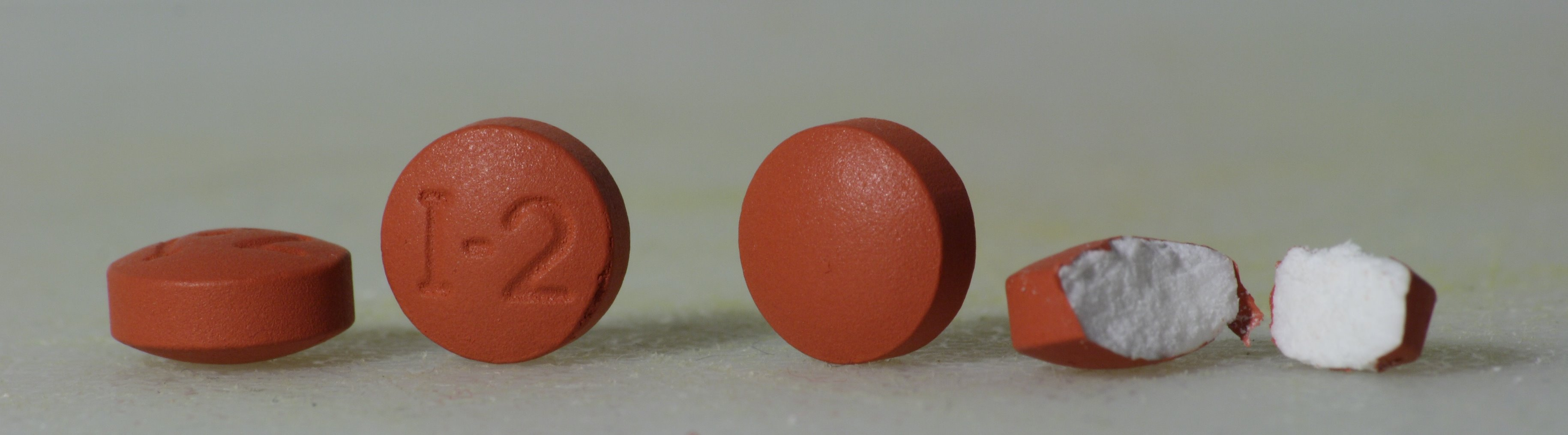
Таблетки ібупрофену 200 мг в оболонці, поширений НПЗЗ

Нестеро́їдні протизапальні́ препара́ти (НПЗП)  — також відомі як нестероїдні протизапальні агенти / анальгетики (НПЗА), або нестероїдні протизапальні засоби (НПЗЗ) — клас лікарських засобів, які забезпечують анальгетичний та антипіретичний (жарознижувальний) ефекти і, при застосуванні у вищих дозах, протизапальний ефект.
Термін «нестероїдні» відрізняє ці препарати від стероїдів, які серед широкого кола інших ефектів, мають аналогічні ейкозаноїд-пригнічуючу і протизапальну дію. Як анальгетики, нестероїдні протизапальні засоби незвичайні тим, що вони не є наркотичними і можуть бути використані як альтернатива наркотикам, оскільки не призводять до звикання.
Найвідомішими представниками цієї групи препаратів є ацетилсаліцилова кислота (аспірин), ібупрофен, диклофенак і напроксен, вони усі безрецептурно або за рецептом продаються в аптеках більшості країн.

## Медичне застосування
НПЗЗ зазвичай показані для лікування гострих або хронічних станів, які характеризуються болем і запаленням. Тривають дослідження їхньої потенційної здатності до профілактики колоректального раку, лікування різних хвороб, зокрема таких, як рак і серцево-судинні захворювання.
НПЗЗ зазвичай показані для полегшення симптомів у наступних станах:
- Ревматоїдний артрит[5]
- Остеоартрит
- Запальні артропатії (наприклад, анкілозуючий спондилоартрит, псоріатичний артрит, синдром Рейтера)
- Гострий напад подагри
- Дисменорея (порушення менструації) з больовими відчуттями
- Метастази до кісток з наявністю болю
- Головний біль і мігрень
- Післяопераційний біль
- Легкий або помірний біль у зв'язку із запаленням і пошкодженням тканин
- Ригідність і біль у м'язах внаслідок хвороби Паркінсона
- Гарячка
- Непрохідність кишки
- Ниркова колька
- Їх також дають новонародженим немовлятам, відкрита артеріальна протока яких не закривається протягом 24 годин після народження

Ацетилсаліцилова кислота (аспірин) — єдиний представник НПЗЗ, здатний необоротно інгібувати ЦОГ-1, є також показаний для інгібування агрегації тромбоцитів. Ця його властивість є корисною при лікуванні артеріальних тромбозів і профілактики несприятливих серцево-судинних станів. Вона інгібує агрегацію тромбоцитів шляхом інгібування дії тромбоксану A2.
У 2001 році було виписано 70 млн рецептів на НПЗП і 30 мільярдів безрецептурних доз щорічно продається в США.

## Класифікація
НПЗП можуть бути класифіковані залежно від їхньої хімічної структури або механізму дії. Старі НПЗП були відомі задовго до того, як був з'ясований механізм їхньої дії і з цієї причини були класифіковані за хімічною структурою або походженням. Новіші речовини частіше класифікуються за механізмом дії.

### Саліцилати
- Ацетилсаліцилова кислота (аспірин)
- Дифлунізал
- Салсалат

### Похідні пропіонової кислоти
- Ібупрофен[7]
- Дексібупрофен
- Напроксен
- Фенопрофен[en]
- Кетопрофен
- Декскетопрофен
- Флурбіпрофен
- Оксапрозин[en]
- Локсопрофен[en]

### Похідні оцтової кислоти
- Індометацин
- Толметин
- Суліндак
- Етодолак
- Кеторолак
- Диклофенак (попереджувальне сповіщення від FDA (The U. S. Food and Drug Administration)[8])
- Набуметон (сам препарат не є кислотним, але його активний, основний метаболіт має карбоксильну групу)
- Амтолметин гуацил

### Похідні енольних кислот (оксикамів)
- Піроксикам
- Мелоксикам
- Теноксикам
- Дроксикам
- Лорноксикам
- Ізоксикам

### Похідні фенамінової кислоти (фенамати)
- Мефенамінова кислота
- Меклофенамінова кислота
- Флуфенамінова кислота
- Толфенамінова кислота

### Селективні інгібітори ЦОГ-2 (коксиби)
- Целекоксиб (дозволений FDA[9])
- Рофекоксиб (вилучено з ринку[10])
- Вальдекоксиб (вилучено з ринку[11])
- Парекоксиб — відкликаний FDA, ліцензований в ЄС
- Луміракоксиб — TGA (Therapeutic Goods Association) скасувала реєстрацію
- Еторикоксиб — не затверджений FDA, ліцензований в ЄС
- Фірококсиб — застосовується для собак і коней

### Сульфонаніліди
- Німесулід (системні препарати заборонені в ряді країн через потенційний ризик гепатотоксичності)

### Інші
- Лікофелон діє шляхом інгібування ЛОГ (ліпооксігенази) і ЦОГ і, отже, відомий як інгібітор 5-ЛОГ/ЦОГ
- Лізина клоніксінат (англ. Lysine clonixinate)
- Діацереїн — похідне антрахінонів

#### Натуральні засоби
- Гіперфорин
- Скрофулярія
- Кальцитріол (вітамін D)[12]

Споріднений препарат парацетамол, або «ацетамінофен», часто розглядається в тій же категорії, що і НПЗЗ, через його використання як ненаркотичного знеболювального і жарознижувального агента, але його не відносять до класу НПЗЗ через його слабку протизапальну дію.

### Основні практичні відмінності
НПЗП у своїй групі, як правило, мають подібні характеристики і толерантність. Існує невелика різниця у клінічній ефективності НПЗП при використанні в еквівалентних дозах. Точніше, відмінності між сполуками зазвичай стосуються режиму дозування (залежно від періоду напіввиведення сполуки), способу введення і толерантності.
Що стосується побічних ефектів, використання селективних інгібіторів ЦОГ-2 дає нижчий ризик появи шлунково-кишкових кровотеч, але істотно більший ризик появи інфаркту міокарда, ніж при використанні неселективних інгібіторів. Деякі дані також підтверджують, що частково селективний набуметон менш схильний спричинити патологічні стани у ШКТ. Неселективний напроксен вважається нейтральним стосовно впливу на серцево-судинну систему.
Споживча доповідь наголошує, що ібупрофен, напроксен і салсалат є дешевшими за інші НПЗП і, по суті, вони ефективні й безпечні при правильному використанні для лікування остеоартриту і болю.

## Механізм дії
Більшість НПЗП діють як неселективні інгібітори ферменту циклооксигенази (ЦОГ), інгібуючи як циклооксигеназу-1 (ЦОГ-1) так і циклооксигеназу-2 (ЦОГ-2), тобто обидва ці ізоферменти. Це гальмування є конкурентним оборотним (хоча і в різних ступенях оборотності), на відміну від механізму дії аспірину, який має необоротне інгібування. ЦОГ каталізує утворення простагландинів і тромбоксану з арахідонової кислоти (яка утворюється з подвійного шару фосфоліпідів за участі фосфоліпази А 2). Простагландини діють (поміж іншим) як молекули-посередники в процесі запалення. Цей механізм дії було з'ясовано Джоном Вейном (1927—2004), який отримав Нобелівську премію за свою роботу (див. Механізм дії аспірину).
ЦОГ-1 є конститувним ферментом з «господарською» роллю в регуляції багатьох нормальних фізіологічних процесів. Один з них відбувається у шлунку, де простагландини виконують захисну роль, захищаючи його слизову оболонку від руйнування власною кислотою. ЦОГ-2 відкрив у 1991 році Даніель Л. Сіммонс з університеті Brigham Young. ЦОГ-2 являє собою фермент, факультативною дією якого є запалення, і саме інгібування ЦОГ-2 є бажаним ефектом НПЗП.
Коли неселективні інгібітори ЦОГ-1/ЦОГ-2 (такі як ацетилсаліцилова кислота, ібупрофен і напроксен) знижують рівень простагландинів у шлунку, це може привести до виразки шлунку або внутрішньої кровотечі у дванадцятипалій кишці.
Було проведено багато різних дослідів НПЗП, щоб зрозуміти, як вони впливають на кожен з цих ферментів. Хоча аналізи виявили відмінності, на жаль, різні експерименти дають різні коефіцієнти.
Відкриття ЦОГ-2 призвело до досліджень в розвитку селективних інгібіторів ЦОГ-2, які не спричинюють проблем з ШКТ, характерних для старіших НПЗП.
Ацетамінофен не вважають НПЗП, оскільки він має малу протизапальну активність. Він знімає біль, головним чином блокуючи ЦОГ-2 переважно у центральній нервовій системі, але недостатньо у решті частин тіла.
Тим не менш, багато аспектів механізму дії НПЗП залишаються нез'ясованими, з цієї причини подальші перетворення ЦОГ є лише гіпотетичними. Вважалося, що ланцюжок перетворень ЦОГ-3 частково заповнить цю прогалину, але останні результати показують малу імовірність того, що вона відіграє істотну роль в організмі людини. Тому пропонують альтернативні моделі пояснення .
НПЗП також використовуються за наявності гострого болю, який відбувається при нападі подагри, оскільки вони інгібують фагоцитоз кристалів уратів, на додаток до інгібування простагландин-синтетази.

### Жарознижувальна дія
НПЗЗ мають жарознижувальну дію і можуть бути використані для лікування гарячки. Гарячку часто спричинює підвищений рівень простагландину Е2, який змінює частку працюючих нейронів у гіпоталамусі, що контролює терморегуляцію. Антипіретики діють шляхом інгібування ферменту ЦОГ, що спричинює загальне пригнічення біосинтезу простаноїдів (ПГЕ2) у гіпоталамусі. ПГЕ2 дають сигнал гіпоталамусу змінити тепловий стан організму. Ібупрофен виявився більш ефективним як жарознижувальний засіб, ніж ацетамінофен (парацетамол).
Арахідонова кислота є субстратом-попередником для циклооксигенази, яка призводить до утворення простагландинів F, D і E.

## Фармакокінетика
Більшість нестероїдних протизапальних препаратів є слабкими кислотами, з pH 3-5. Вони добре абсорбуються зі шлунка і слизової оболонки кишки. Вони значною мірою зв'язуються з білками плазми (зазвичай> 95 %), як правило, з альбуміном, тому їхній об'єм розподілу звичайно наближається до об'єму плазми. Більшість НПЗП метаболізуються в печінці шляхом окиснення і кон'югації до неактивних метаболітів, які зазвичай виводяться із сечею, хоча деякі препарати частково виділяються з жовчю. Метаболізм може бути ненормальним при деяких патологічних станах, і акумуляція може відбуватися навіть при нормальному дозуванні.
Ібупрофен і диклофенак мають короткий період напіввиведення (2-3 години). Деякі НПЗП (зазвичай оксиками) мають дуже тривалий період напіввиведення (наприклад, 20-60 годин).

## Хіральність
Більшість НПЗП є хіральними молекулами (диклофенак є помітним винятком). Однак більшість з них виготовляють у вигляді рацемічної суміші. Як правило, лише один енантіомер є фармакологічно активним. Для деяких препаратів (зазвичай профенів), фермент ізомераза in vivo перетворює неактивний енантіомер в активну форму, хоча її активність коливається в широких межах у різних осіб. Це явище, ймовірно, відповідальне за погану кореляцію між ефективністю НПЗП і їхньою концентрацією в плазмі, яка спостерігалася в попередніх дослідженнях, коли специфічний аналіз активного енантіомеру не проводився.
Ібупрофен і кетопрофен тепер доступні у лікарських формах, які містять лише активні енантіомери (дексібупрофен і декскетопрофен), вони швидше діють і мають менше побічних реакцій. Напроксен завжди був на ринку лише у вигляді активного енантіомеру.

## Суперечки щодо інгібіторів ЦОГ-2
Рофекоксиб показав значно менше побічних реакцій з боку ШКТ у порівнянні з напроксеном. Це дослідження — випробування VIGOR (VIOXX Gastrointestinal Outcomes Research), порушило питання про безпеку коксибів для серцево-судинної системи. Статистично незначне збільшення кількості випадків інфаркту міокарда спостерігалося у пацієнтів, які приймали рофекоксиб. Подальші дані, з випробування APPROVe (Adenomatous Polyp PRevention On Vioxx), показали статистично помітний відносний ризик появи несприятливих серцево-судинних станів — у 1,97 рази більший у порівнянні з плацебо — що спричинило відкликання з ринку рофекоксибу в жовтні 2004 року у цілому світі.

## Ветеринарне застосування
Дослідження підтверджують застосування НПЗЗ для контролю болю, пов'язаного з ветеринарними процедурами, такими як видалення рогів і кастрація телят. Найкращий ефект отримують при поєднанні місцевих анестетиків нетривалої дії, таких як лідокаїн, з НПЗП, які мають довшу знеболювальну дію. Проте, оскільки різні види мають різні реакції на різні ліки в родині НПЗП, мало які з наявних даних досліджень можуть бути екстрапольовані на тварин, крім тих, які досліджувались спеціально, отже, відповідний державний орган в одній місцевості іноді забороняє те, що дозволено в інших юрисдикціях.
Наприклад, ефекти кетопрофену були вивчені у коней краще, ніж у жуйних тварин, але через суперечки з приводу його використання у скакових коней ветеринари, які лікують худобу в США, найчастіше призначають флуніксін меглумін, який, хоча й призначений для використання для таких тварин, не показаний для лікування післяопераційного болю.
У Сполучених Штатах мелоксикам призначений для використання тільки у собак, в той же час (через побоювання з приводу пошкодження печінки) є застереження проти його використання у кішок , за винятком одноразового використання під час операції. Незважаючи на ці попередження, мелоксикам часто призначають «не за прямим призначенням» для тварин не з родини собачих, включаючи кішок і різні види худоби. В інших країнах (наприклад, ЄС і Канаді), навпаки, є вказівки для використання у кішок. [джерело?]

## Побічні ефекти
Широке застосування НПЗП призвело до того, що несприятливі ефекти цих препаратів стають все більш поширеними. Два основні побічні ефекти, пов'язані з НПЗП стосуються впливу НПЗП на шлунково-кишковий тракт (ШКТ) і нирки .
Ці ефекти залежать від дози, і в багатьох випадках є досить серйозними, аж до ризику перфорації виразки, кровотечі у верхніх відділах шлунково-кишкового тракту і смерті, що обмежує використання НПЗП. За приблизними підрахунками, у 10-20 % пацієнтів, яким призначають НПЗП, спостерігається  диспепсія, а  пов'язані з НПЗП несприятливі стани верхніх відділів ШКТ призводять до близько 103 000 госпіталізацій і 16 500 смертей на рік у США, і становлять собою 43 %  викликів швидкої допомоги, пов'язаних з ліками. Багатьох з цих випадків можна було б уникнути: перевірка візитів до лікарів та їхніх приписів виявила, що непотрібні рецепти на НПЗП були виписані в 42 % відвідувань.
НПЗП, як і всі ліки, можуть взаємодіяти з іншими препаратами. Наприклад, одночасне застосування НПЗП і хінолонів може збільшити ризик несприятливого впливу хінолонів на центральну нервову систему, включаючи виникнення судомного нападу.

### Ризик поєднань
Якщо пацієнт приймає інгібітор ЦОГ-2 ,не слід одночасно використовувати традиційні НПЗП (за рецептом або без нього) . Крім того, люди, яким проводиться щоденна терапія аспірином (наприклад, для зниження ризику серцево-судинних хвороб) повинні бути обережними, якщо вони також використовують інші НПЗП, оскільки останні можуть блокувати кардіопротекторні ефекти аспірину.

### Вплив на серцево-судинну систему
Не лише аспірин, але й інші НПЗП, а також новіші селективні інгібітори ЦОГ-2 і традиційні протизапальні засоби, збільшують ризик розвитку інфаркту міокарда та інсульту. Вони не рекомендовані тим, хто раніше мав серцевий напад оскільки збільшують ризик смерті та / або повторного інфаркту міокарда. Напроксен вважається найменш шкідливим.
НПЗЗ, крім ацетилсаліцилової кислоти (у низьких дозах), пов'язуються з подвоєним ризиком симптоматичної серцевої недостатності у пацієнтів без історії серцевих хвороб. Однак, у пацієнтів з такою історією, застосування НПЗП (крім низьких доз аспірину) було пов'язане з більш ніж 10-кратним збільшенням ризику серцевої недостатності. Якщо цей причинно-наслідковий зв'язок буде доведено, то дослідники підрахували, що НПЗП будуть відповідальні за майже 20 відсотків госпіталізацій з приводу застійної серцевої недостатності. У людей із серцевою недостатністю НПЗП збільшують ризик смертності приблизно на 1,2-1,3 рази для напроксену і ібупрофену, 1,7 рази для рофекоксибу і целекоксибу, і 2,1 рази для диклофенаку.

### Ризик еректильної дисфункції
Дослідження 2005 року пов'язали довготривале (понад 3 місяці) застосування НПЗП, включаючи ібупрофен, з підвищеним в 1,4 рази ризиком еректильної дисфункції. У доповіді Kaiser Permanente, опублікованій у Journal of Urology, вказано, що «використання звичайних нестероїдних протизапальних засобів пов'язане з появою сильнішої еректильної дисфункції, ніж та, яку можна було б очікувати відповідно до віку та інших умов». Директор з досліджень Kaiser Permanente додав, що "Є багато доведених переваг нестероїдів у профілактиці серцевих захворювань та інших станів. Люди не повинні припинити приймати їх через це спостережне дослідження. Проте, якщо людина приймає препарати цієї групи, і має еректильну дисфункцію, їй слід обговорити це зі своїм лікарем ".

### Вплив на шлунково-кишковий тракт
Основні побічні ефекти, пов'язані з НПЗП, стосуються прямого і непрямого подразнення шлунково-кишкого тракту (ШКТ). НПЗЗ спричинюють подвійну атаку на шлунково-кишковий тракт: молекули кислоти безпосередньо спричинюють подразнення слизової оболонки шлунка, а інгібування ЦОГ-1 і ЦОГ-2 знижує рівень захисних простагландинів. Інгібування синтезу простагландинів у шлунково-кишковому тракті призводить до збільшення секреції шлункового соку, зниження секреції бікарбонату, слизу і зменшення трофічного впливу на епітелій слизової оболонки.
Поширені побічні реакції з боку травного тракту:
- Нудота / блювання
- Диспепсія
- Виразка шлунка / шлункові кровотечі.[42]
- Діарея

Клінічні виразки такого походження пов'язані з системними ефектами застосування НПЗЗ. Таке ушкодження відбувається незалежно від шляху введення НПЗП (наприклад, перорального, ректального, або парентерального), і може мати місце навіть у пацієнтів з ахлоргідрією.
Ризик появи виразки зростає зі збільшенням тривалості терапії і з підвищенням доз. Щоб звести до мінімуму побічні реакції з боку ШКТ, доцільно використовувати найнижчу ефективну дозу протягом найкоротшого періоду часу — але, як показують дослідження, на практиці цього часто не дотримуються. Недавні дослідження показали, що понад 50 % пацієнтів, які приймають НПЗП, отримали деякі пошкодження слизової оболонки тонкої кишки. Дослідження показують, що ймовірність появи виразок при застосуванні набуметону менша, ніж при використанні ібупрофену .
Є також деякі відмінності в схильності окремих агентів спричиняти побічні реакції з боку ШКТ. Індометацин, кетопрофен і піроксикам, мають найвищі показники побічних ефектів на ШКТ, у той час як ібупрофен (низькі дози) і диклофенак виявляють нижчі показники.
Деякі НПЗП, такі як аспірин, були випущені на ринок у вигляді таблеток з ентеросолюбільним покриттям. Виробники стверджують, що це зменшує частоту побічних ефектів з боку травного тракту. Крім того, дехто вважає, що використання ректальних препаратів також може зменшити побічні ефекти. Однак, враховуючи механізм цих ефектів, у клінічній практиці ці лікарські форми не продемонстрували зниження ризику появи виразки ШКТ.
Як правило, небажаний вплив на шлунок (але не обов'язково на кишку) може бути знижений за рахунок пригнічення виділення кислоти шляхом одночасного застосування інгібітора протонного насоса, наприклад омепразолу, езомепразолу, або аналога простагландину мізопростолу. Сам по собі мізопростол пов'язаний з високою частотою появи побічних реакцій з боку ШКТ (діарея). Так як ці методи можуть бути ефективними, вони є цінними для підтримуючої терапії.

### Запальні захворювання кишки
НПЗП слід використовувати з обережністю у пацієнтів із запальними захворюваннями кишки (наприклад, хвороба Крона або неспецифічний виразковий коліт) через їхню здатність спричиняти шлункові кровотечі і виразкові стани в шлунку. Знеболювальні, такі як парацетамол (також відомий як ацетамінофен), або препарати, які містять кодеїн (який сповільнює моторну активність кишківника), є більш безпечними лікарськими препаратами для полегшення болю у випадку запальних захворювань кишки. 

### Вплив на нирки
НПЗП також пов'язані з відносно високою частотою побічних реакцій з боку нирок. Ці ефекти з'являються внаслідок змін у нирковій гемодинаміці (нирковому кровотоці), як правило, за участю простагландинів, які знаходяться під впливом НПЗП. Простагландини зазвичай спричинюють вазодилатацію аферентних артеріол у ниркових клубочках. Це допомагає підтримувати нормальну клубочкової перфузії і швидкість клубочкової фільтрації (ШКФ), показник ниркової функції. Це особливо важливо при нирковій недостатності, коли нирки намагаються підтримувати нирковий перфузійний тиск підвищеним рівнем ангіотензину II. За такого підвищеного рівня ангіотензин II також стискає аферентні артеріоли в клубочках на додаток до того, що він звужує артеріоли і за свого нормального рівня. Простагландини служать для розширення аферентних артеріол; шляхом блокування цього простагландин-опосередкованого ефекту, особливо при нирковій недостатності, НПЗП без жодного опору зумовлюють звуження аферентних артеріол і зниження ниркового перфузійного тиску.
Загальні побічні реакції, пов'язані зі зміненою функцією нирок :
- Затримка рідини і солі.
- Артеріальна гіпертензія.

Ці агенти можуть також призвести до ниркової недостатності, особливо у поєднанні з іншими нефротоксичними агентами. Ниркова недостатність є особливим ризиком, якщо пацієнт також одночасно приймає інгібітор АПФ (який знімає вазоконстрикторну дію ангіотензину II на еферентні артеріоли) і діуретик (який знижує обсяг плазми і, таким чином, потік плазми крізь нирки) — так званий ефект «потрійного удару» .
У більш рідкісних випадках НПЗЗ можуть спричиняти серйозніші  ниркові проблеми:
- Інтерстиціальний нефрит
- Нефротичний синдром
- Гостра ниркова недостатність
- Гострий некроз канальців

НПЗП у поєднанні з надмірним використанням фенацетину та / або парацетамолу (ацетамінофену) може призвести до анальгетичної нефропатії.

### Світлочутливість
Світлочутливість є несприятливим ефектом багатьох НПЗП, який часто ігнорується. 2-арілпропіонові кислоти є найбільш вірогідними чинниками появи реакції світлочутливості, але й інші НПЗП також причетні до цього, в тому числі піроксикам, диклофенак та бензідамін.
Беноксапрофен, відкликаний з ринку через його гепатотоксичність, за спостереженнями був найбільш фотоактивним НПЗП. Механізм світлочутливості, який відповідає за високу фотоактивність 2-арілпропіонових кислот, є готовою частиною декарбоксилювання карбонової кислоти. Специфічні характеристики поглинання різних хромофорних 2-арильних замісників, впливають на механізм декарбоксилювання. Хоча ібупрофен має слабке поглинання, повідомляється, що він є слабким фотосенсибілізуючим агентом. [джерело?]

### Застосування під час вагітності
НПЗП не рекомендують під час вагітності, особливо в третьому триместрі. Хоча НПЗП як клас не є прямими тератогенами, вони можуть спричинити передчасне закриття артеріальної протоки і несприятливо впливати на нирки плоду. Крім того, вони пов'язані з передчасними пологами і викиднями. Аспірин, однак, використовують спільно з гепарином у вагітних жінок з наявністю антифосфоліпідних антитіл. Крім того, використовують індометацин під час вагітності для лікування багатоводдя плоду за рахунок зниження продукування сечі за допомогою інгібування ниркового кровотоку плоду.
На противагу цьому, парацетамол (ацетамінофен) розглядають як безпечний і толерантний під час вагітності, але Leffers зі співавторами опублікували результати дослідження 2010 року про те, що таке застосування парацетамолу може бути пов'язане з чоловічим безпліддям у майбутньому. Дози слід приймати згідно з приписами, у зв'язку з ризиком гепатотоксичного ефекту передозування.
У Франції Міністерством охорони здоров'я країни протипоказано застосування НПЗЗ, включаючи ацетилсаліцилову кислоту, після шостого місяця вагітності.

### Інші впливи
Загальні побічні реакції на ліки (ПРЛ), крім перерахованих вище, включають в себе: підвищену активність ферментів печінки, головний біль, запаморочення. Менш поширені ПРЛ: гіперкаліємія, порушення свідомості, бронхоспазм, висип. Швидкі і сильні набряки обличчя та / або тіла. Ібупрофен може також зрідка спричинити прояви синдрому подразненої кишки. НПЗП також причетні до деяких випадків синдрому Стівенса — Джонсона.
Більшість НПЗЗ погано проникають у центральну нервову систему (ЦНС). Тим не менш, ЦОГ-ферменти добре виражені у деяких областях центральної нервової системи, а це означає, що навіть обмежене проникнення може спричинити побічні ефекти, такі як сонливість і запаморочення.
У дуже рідкісних випадках, ібупрофен може спричинити асептичний менінгіт.
Як і до інших препаратів, може існувати алергія до НПЗП. Хоча багато алергій є специфічними для одного НПЗП, 1 людина з 5 так само може мати непередбачувані перехресно-реактивні алергічні реакції на інші НПЗЗ.

### Взаємодія препаратів
НПЗП зменшують нирковий кровообіг і тим самим знижують ефективність діуретиків, і перешкоджають виведенню літію і метотрексату.
НПЗП спричинюють гіпокоагуляцію, яка може бути серйозною при поєднанні з іншими препаратами, що також зменшують згортання крові, такими як варфарин.
НПЗП можуть посилити гіпертензію (високий кров'яний тиск) і тим самим протидіяти дії гіпотензивних засобів, таких як інгібітори АПФ.
НПЗП можуть перешкоджати дії антидепресантів СІЗЗС і зменшувати їхню ефективність